# ヨーゼフ・テアボーフェン
ヨーゼフ・アントニウス・ハインリヒ・テアボーフェン（Josef Antonius Heinrich Terboven、1898年5月23日 - 1945年5月8日）は、ドイツ国の政治家。国家社会主義ドイツ労働者党（ナチ党）のエッセン大管区指導者。第二次世界大戦中にはドイツ占領下ノルウェーの国家弁務官を務めた。ドイツの敗戦に際して自決。

## 来歴

### ナチ党入党

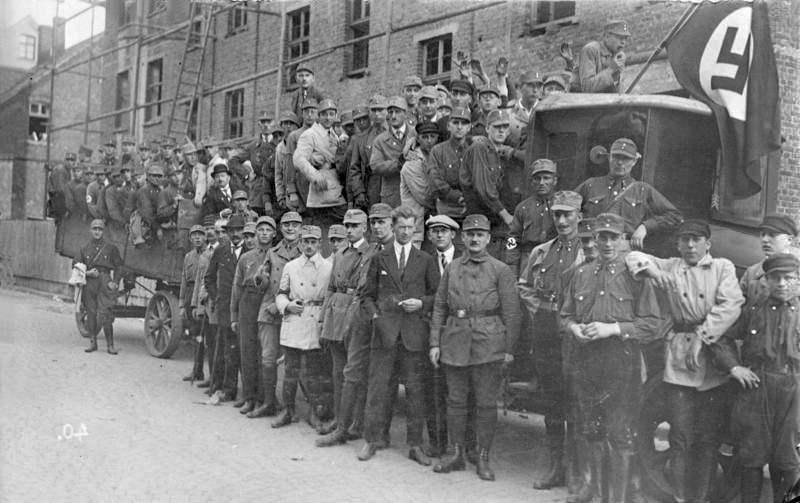
1926年7月、エッセンのSA指導者 テアボーフェン（背広の人物）とエッセンの突撃隊員達

エッセン出身。父は小規模の土地を持つ地主だった。第一次世界大戦勃発後の1915年にドイツ帝国陸軍野砲部隊に入隊し、さらに創設されたばかりの空軍に入隊した。中尉まで昇進し、一級鉄十字章と二級鉄十字章を叙勲した。
戦後の1919年から1922年までミュンヘンやフライブルクの大学で政治学と法律を学ぶ。1923年に国家社会主義ドイツ労働者党（ナチ党）に入党（党員番号25,247）し、ミュンヘン一揆にも参加した。一揆が失敗し党が解散すると銀行に就職するが、1925年に人員整理のため解雇される。同年に再建されたナチ党に再度参加し、常勤党員として活動すると同時に突撃隊（SA）にも入隊した。エッセンのナチ党設立に大きく貢献し、1928年にはエッセン大管区指導者に任命された。1930年には国会議員に当選する。
1934年6月29日にヨーゼフ・ゲッベルスの秘書及び愛人であったイルゼ・シュタールと結婚。結婚式にはアドルフ・ヒトラーも出席している。1935年にはプロイセン州西部を占めるライン州総督となり、1936年には突撃隊大将に昇進する。当時から冷酷な支配者として名を馳せた。

### ノルウェー統治

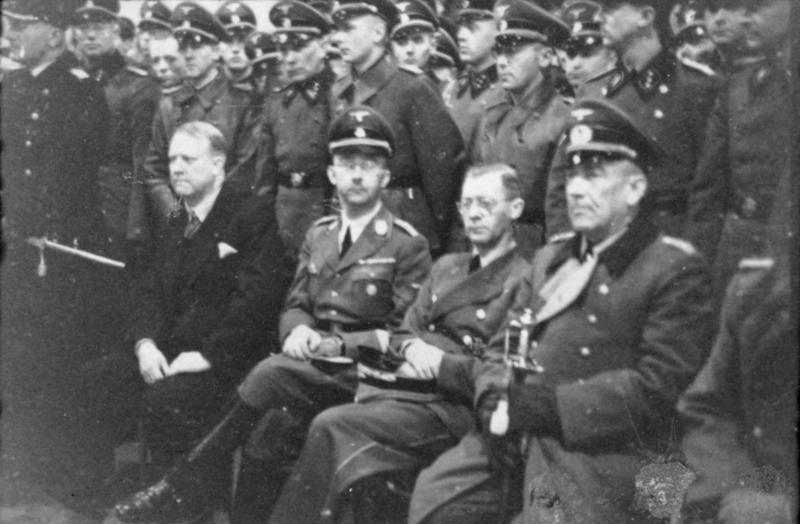
左からノルウェー首相クヴィスリング、親衛隊全国指導者ヒムラー、国家弁務官テアボーフェン、ノルウェー駐留軍司令官ファルケンホルスト（1941年、ノルウェー）

ヴェーザー演習作戦によってノルウェーはドイツに占領され、1940年4月24日にはヒトラーよりノルウェーの国家弁務官に任命された。ノルウェーのスコウガムの王太子宅を接収して邸宅とした。また、ノルウェー国会を自らの行政府に定め、ここから行政を執り行った。
占領下ノルウェーでもノルウェー人のヴィドクン・クヴィスリングを首相とするクヴィスリング政権が構成されていたが、ドイツ政府の傀儡であり、実権は弁務官のテアボーフェンが握っていた。テアボーフェンは駐留する40万人のドイツ軍の監督には直接の権限を持たなかったが、軍のうち6,000人と秘密警察800人ほどは弁務官である彼の指揮下に置かれていた。
テアボーフェンは、ノルウェー人に一定の配慮を示し宥和姿勢を取る駐留司令官ニコラウス・フォン・ファルケンホルストとは対照的に、ノルウェーにファルスタッド強制収容所、ブレットヴェト強制収容所などを設置し抑圧政治を行ったため、ノルウェー人から激しく憎まれていた。またドイツ人からの評判も良くなかった。1941年にレジスタンス運動を鎮圧すると、翌1942年にトロンハイムに戒厳令を布告するが、この件に対し、ゲッベルスも日記の中で「イジメ作戦」などと評し批判している。しかし、内外からの批判にもかかわらず、テアボーフェンは敗戦まで国家弁務官の地位を保持し、宥和的だったファルケンホルストは1944年12月18日に更迭されている。

### 死去
1945年5月8日、ドイツの敗戦を知ったテアボーフェンは、自らブンカーに籠り、ダイナマイトで自爆した。なお、すでに自決していたノルウェーの親衛隊及び警察高級指導者のヴィルヘルム・レディースの遺体もテアボーフェンの指示により一緒に塹壕の中に入れられていた。